# Mont Silverthrone (États-Unis)
Pour les articles homonymes, voir Mont Silverthrone.
Le mont Silverthrone (en anglais : Mount Silverthrone) est un sommet du borough de Denali, dans l'État américain de l'Alaska. Il culmine à 4 029 mètres d'altitude dans la chaîne d'Alaska. Il est protégé au sein des parc national et réserve de Denali ainsi que de la Denali Wilderness.